# 維克托·哲凱賴什
維克托·埃納爾·哲凱賴什（瑞典語：Viktor Einar Gyökeres，發音：[ˈvɪ̌kːtɔr ˈjø̂ːkɛrɛs]；1998年6月4日—），瑞典職業足球員，司職前鋒，現效力英超俱樂部阿仙奴和瑞典國家足球隊。
哲凯赖什於2015年在瑞典球隊布洛马波卡纳出道，並代表球隊出戰50多場比賽，直至三年後加盟英超的布莱顿。在2019年首次於成年國家隊亮相前，他也代表瑞典參加各項青年級別賽事，還在2017年歐洲U-19足球錦標賽攻入3球，與其餘三人共享金靴獎。

## 俱樂部生涯

### 布洛马波卡纳
哲凯赖什在2013年從阿斯普登-泰勒斯轉會至布洛马波卡纳的U17青年軍，並在不斷進步下僅用兩年便獲提拔至一線隊。2015年8月20日，他在對上西爾維婭的瑞典盃比賽中梅開二度，除了攻入個人在布洛馬波卡納的首球外，也助球隊以3–0旗開得勝。哲凯赖什隔年在瑞典甲射進七球，助球隊時隔一年旋即回到瑞超甲。他之後在瑞典盃八強賽中攻入致勝一球，帶領布洛馬波卡納擊敗身處頂級聯賽的艾夫斯堡，惜球隊最後以0–4大敗北雪平，未能再進一步。
2017年9月6日，當時已取得10個聯賽入球的哲凯赖什與英超球隊布莱顿簽下為期兩年半的合約，並將在賽季完結後加盟該支位處英倫東岸的球隊。他最後在該球季中上陣29場，攻進13球，其中包括最後一天對陣加費萊上演的帽子戲法，也助布洛馬波卡馬以瑞超甲冠軍身份相隔四年重返瑞典超。

### 布萊頓
哲凯赖什在2018年1月1日正式加盟布莱顿，並先隨U23預備隊一起訓練。同年8月28日，他在0–1敗予南安普頓的聯賽盃比賽首次為一線隊披甲上陣。2019年1月26日，哲凯赖什在主場悶和西布罗姆维奇的賽事中從板凳出發，完成其個人足總盃首秀。同年7月，他被租借至德乙球隊聖保利，為期一季。在對上比勒費爾德的賽季開幕戰中，哲凯赖什替補登場，助球隊以1–1在客場保住一分。2019年9月29日，他攻入其在聖保利的首球，帶領球隊在米勒门体育场以2–0擊退桑德豪森。
2020年9月17日，哲凯赖什在4–0大勝朴茨茅斯的聯賽盃賽事中取得個人首顆「海鷗軍團」進球。同年10月2日，他被外借至身處英冠的斯旺西，租期直至2020–21賽季結束。哲凯赖什隔天便從板凳出發，助球隊在主場從米尔沃尔手中穩住2–1的勝利。2021年1月9日，他攻進其在斯旺西的首球，助球隊以2–0戰勝有著主場優勢的史提芬納治，前進至足總盃第四輪。五天後，他被布萊頓召回。

### 高雲地利
哲凯赖什在2021年1月15日租借加盟同處英冠的高雲地利，並隨即在四天後對上雷丁的比賽中於59分鐘替補亮相，惜未能為球隊在客場扭轉0–3的大敗局勢。同月27日，他在主場的首次登場便攻入其個人於英格蘭的首球，助球隊以2–0擊退錫周三，全取三分。2021年7月9日，哲凯赖什結束四年來被「海鷗」頻繁外借的時光，正式永久轉會至高雲地利，簽約三年。在「天藍軍團」2021–22英冠球季的首場比賽中，他射入扳平一球，助球隊於主場以2–1力克諾定咸森林。哲凯赖什在該球季最終上陣45場，攻入17球。
在2022–23英冠球季，哲凯赖什四場11月比賽中攻入4球，帶領高雲地利豪取四連勝，也因此被評為該月最佳球員。2023年3月，他再次爆發，四場比賽交出三球三助的成績表，憑此第二度獲得月度最佳球員。總觀整個英冠球季，哲凯赖什攻入21球12助，榮膺助攻王與射手榜第二名，亦助高雲地利取得升入英冠以來的最高排名（第5位）。儘管「天藍軍團」在附加賽決賽中互射十二碼5–6惜敗予卢顿，未能重返睽違23年的英超，但他本人仍藉著亮眼的表現分別入選英冠年度最佳陣容和PFA年度最佳英冠陣容。

### 士砵亭
2023年7月13日，哲凯赖什與士砵亭簽下為期五年的合約，後者為此支付了創球會紀錄的2000萬歐元轉會費（外加400萬歐元獎金）。同年8月12日，他在對上維薛拿的比賽中以先發身份登場，完成其葡超首秀。哲凯赖什開賽僅16分鐘便梅開二度，加上保利尼奧於99分鐘攻入的「絕殺」球，助「綠白軍團」以3–2於主場有驚無險地取得開門紅。
2025年5月25日，在葡萄牙盃決賽對陣本菲卡的比賽中，基奧基尼斯在補時賽第11分鐘點球破門，將比分扳成1-1平，將比分拖入加時賽。葡萄牙體育最終以3-1贏得了比賽，贏得了自2001-02賽季以來的首個國內雙冠王。

### 阿仙奴
2025年7月26日，基奧基尼斯以5,500萬英鎊的轉會費加盟阿仙奴，加上附加條款，轉會費可能增至6,350萬英鎊，與俱樂部簽訂了為期五年的合約。體育總監安德里亞·貝爾塔表示：“我們很高興完成將基奧基尼斯帶到俱樂部的出色交易。基奧基尼斯是一位傑出的天才，他一直證明自己具備頂級中鋒所需的品質和勝利心態。他的身體素質、智慧和職業道德使他非常適合我們的願景。”
基奧基尼斯表示，與主教練米克尔·阿尔特塔和體育總監安德里亞·貝爾塔交談后，他認為轉會到阿仙奴是説明他的職業生涯繼續上升的正確選擇。“我只是覺得這是適合我的俱樂部，”他透露道。“當我與米克爾和安德里亞交談時，我從他們那裡聽到的，以及我在過去幾年中看到的，他們是如何踢足球的。上賽季對陣阿仙奴的時候，我真的能感覺到這是一支非常強大的球隊，很難對付。”
“這讓我選擇了阿仙奴，當然還有俱樂部的所有歷史和龐大的球迷群。看到他們在我到達之前就已經給予我的所有支持，真是太棒了。這就是它的全部意義所在。很高興在體育場看到他們。”

## 國家隊生涯

### 青年隊
哲凯赖什有著匈牙利血統，因此有權披上瑞典或匈牙利國家隊的球衣，但他最終選擇了前者，並分別為瑞典U19和U21出賽。
在2017年歐洲U-19足球錦標賽外圍賽中，哲凯赖什攻入兩球，其中包括主賽圈對意大利U19的致勝球，助瑞典U19有史以來首次打入該賽事的主賽圈。在喬治亞舉行的主賽圈中，哲凯赖什在瑞典分組賽的全部三場比賽中都有進球，但未能幫助該國突圍進入淘汰賽階段，但此三球也讓他與英格蘭的本·布里爾頓和赖安·塞塞尼翁及荷蘭的喬爾·皮羅一同獲得金靴獎。

### 成年隊
哲凯赖什在2019年1月8日0–1敗予芬兰的友賽中首次代表成年國家隊上陣。三天後，他打進其瑞典成年國家隊首球，助「北歐海盜」以2–2迫和冰岛。2021年10月1日，哲凯赖什在11場英冠比賽中為高雲地利攻入9球的表現獲瑞典國家隊青睞，得以取代受傷的兹拉坦·伊布拉希莫维奇出戰對陣科索沃及希臘兩場的世界盃外圍賽。

## 個人生活
維克托是匈牙利后裔，他的祖父移民到了瑞典，他拥有匈牙利和瑞典双重国籍。他的父亲斯特凡·約克雷斯曾是職業足球員，在20世纪80年代和90年代曾效力于IFK厄斯特松德和斯蒂貢BK。
維克托曾與同為職業足球員，現效力托特納姆熱刺女足的阿曼達·尼爾登交往。在男方轉會至布莱顿時，女方亦一同前往「海鷗軍團」試訓，並最終憑著良好表現在女子隊中獲得了一席之地。

## 生涯數據

### 俱樂部
最後更新：2023年9月3日
| 俱樂部           | 球季     | 聯賽     | 聯賽 | 聯賽 | 盃賽 | 盃賽 | 聯賽盃 | 聯賽盃 | 州際賽 | 州際賽 | 其他 | 其他 | 總計 | 總計 |
| 俱樂部           | 球季     | 聯賽     | 上陣 | 進球 | 上陣 | 進球 | 上陣   | 進球   | 上陣   | 進球   | 上陣 | 進球 | 上陣 | 進球 |
| ---------------- | -------- | -------- | ---- | ---- | ---- | ---- | ------ | ------ | ------ | ------ | ---- | ---- | ---- | ---- |
| 布洛马波卡纳     | 2015     | 瑞超甲   | 8    | 0    | 4    | 3    | —      | —      | —      | —      | —    | —    | 12   | 3    |
| 布洛马波卡纳     | 2016     | 瑞典甲   | 19   | 7    | 6    | 2    | —      | —      | —      | —      | —    | —    | 25   | 9    |
| 布洛马波卡纳     | 2017     | 瑞超甲   | 29   | 13   | 1    | 0    | —      | —      | —      | —      | —    | —    | 30   | 13   |
| 布洛马波卡纳     | 總計     | 總計     | 56   | 20   | 11   | 5    | —      | —      | —      | —      | —    | —    | 67   | 25   |
| 布莱顿           | 2017–18  | 英超     | 0    | 0    | 0    | 0    | 0      | 0      | —      | —      | —    | —    | 0    | 0    |
| 布莱顿           | 2018–19  | 英超     | 0    | 0    | 4    | 0    | 1      | 0      | —      | —      | —    | —    | 5    | 0    |
| 布莱顿           | 2019–20  | 英超     | 0    | 0    | 0    | 0    | 0      | 0      | —      | —      | —    | —    | 0    | 0    |
| 布莱顿           | 2020–21  | 英超     | 0    | 0    | 0    | 0    | 3      | 1      | —      | —      | —    | —    | 3    | 1    |
| 布莱顿           | 總計     | 總計     | 0    | 0    | 4    | 0    | 4      | 1      | 0      | 0      | 0    | 0    | 8    | 1    |
| 聖保利（外借）   | 2019–20  | 德乙     | 26   | 7    | 2    | 0    | 0      | 0      | —      | —      | —    | —    | 28   | 7    |
| 斯旺西（外借）   | 2020–21  | 英冠     | 11   | 0    | 1    | 1    | 0      | 0      | —      | —      | —    | —    | 12   | 1    |
| 高雲地利（外借） | 2020–21  | 英冠     | 19   | 3    | 0    | 0    | 0      | 0      | —      | —      | —    | —    | 19   | 3    |
| 高雲地利         | 2021–22  | 英冠     | 45   | 17   | 2    | 1    | 0      | 0      | —      | —      | —    | —    | 47   | 18   |
| 高雲地利         | 2022–23  | 英冠     | 46   | 21   | 1    | 1    | 0      | 0      | —      | —      | 3    | 0    | 50   | 23   |
| 高雲地利         | 總計     | 總計     | 91   | 38   | 3    | 2    | 0      | 0      | 0      | 0      | 3    | 0    | 97   | 40   |
| 士砵亭           | 2023–24  | 葡超     | 4    | 2    | 0    | 0    | 0      | 0      | 0      | 0      | 0    | 0    | 4    | 2    |
| 生涯總計         | 生涯總計 | 生涯總計 | 207  | 70   | 20   | 8    | 4      | 1      | 0      | 0      | 3    | 0    | 234  | 79   |

1. ↑  瑞典盃、英格蘭足總盃和葡萄牙盃
2. ↑  英格蘭足球聯賽盃
3. ↑  歐霸盃
4. ↑  英冠附加賽

### 國家隊
最後更新：2024年11月19日
| 國家隊 | 年份 | 上陣 | 進球 |
| ------ | ---- | ---- | ---- |
| 瑞典   | 2019 | 2    | 1    |
| 瑞典   | 2020 | 0    | 0    |
| 瑞典   | 2021 | 2    | 0    |
| 瑞典   | 2022 | 7    | 1    |
| 瑞典   | 2023 | 8    | 3    |
| 瑞典   | 2024 | 7    | 10   |
| 總計   | 總計 | 26   | 15   |

#### 國家隊進球
最後更新：2023年3月27日
| 球數 | 日期          | 場館                        | 對手     | 比分 | 結果 | 類別                          | 來源   |
| ---- | ------------- | --------------------------- | -------- | ---- | ---- | ----------------------------- | ------ |
| 1    | 2019年1月11日 | 多哈哈利法国际体育场        | 冰島     | 1–1  | 2–2  | 友賽                          | [ 61 ] |
| 2    | 2022年6月22日 | 挪威奧斯陸乌勒瓦尔球场      | 挪威     | 2–3  | 2–3  | 2022–23年歐洲國家聯賽B        | [ 62 ] |
| 3    | 2023年3月27日 | 瑞典索尔纳市镇友谊竞技场    |          | 3–0  | 5–0  | 2024年歐洲足球錦標賽外圍賽F組 | [ 63 ] |
| 4    | 2023年9月9日  | 爱沙尼亚塔林阿·勒柯克競技場 | 爱沙尼亚 | 1–0  | 5–0  | 2024年歐洲足球錦標賽外圍賽F組 | [ 64 ] |

## 獲得獎項與榮譽
布洛马波卡纳
- 瑞超甲冠軍：2017[10]

士砵亭
- 葡萄牙足球超級聯賽冠軍：2023–24、2024–25[65]
- 葡萄牙盃冠軍：2024–25[66]

個人
- 英冠年度最佳陣容：2022–23[36]
- PFA年度最佳陣容：2022–23英冠[37]
- 英冠月度最佳球員（英语：EFL Championship Player of the Month）：2022年11月[31]、2023年3月[32]
- 歐洲U-19足球錦標賽金靴獎：2017[48]
- IFFHS世界最佳頂級聯賽射手：2024[67]
- 國際足球歷史和統計聯合會世界最佳射手：2024[68]
- 瑞典年度最佳前鋒：2023、2024[69]
- 歐洲足協國家聯賽最佳射手：2024–25

## 外部連結
- Soccerway資料庫：維克托·哲凱賴什
- 足球数据库：維克托·哲凱賴什的球员统计数据